# Katarzyna Solus-Miśkowicz
Katarzyna Solus-Miśkowicz (ur. 21 marca 1988 w Zakopanem) – polska kolarka górska, medalistka mistrzostw Polski.

## Kariera sportowa
Na mistrzostwach świata seniorek w zajmowała miejsca: 2011 - 26 m., 2013 - 16 m., 2014 - 19 m., 2016 - 18 m., na mistrzostwach Europy seniorek zajmowała miejsca: 2012 (maraton) - 6 m., 2013 - 9 m., 2014 - 9 m., 2016 - 14 m.
Na mistrzostwach Polski seniorek w kolarstwie górskim zdobyła czterokrotnie srebrny medal (2012, 2013, 2014, 2016), ponadto w 2011 i 2013 zdobyła mistrzostwo Polski w maratonie MTB, w 2012 brązowy medal w maratonie w MTB, w 2013 mistrzostwo Polski w sprincie MTB, w 2010 wicemistrzostwo Polski w sztafecie MTB.
W 2017 została wicemistrzynią Polski w kolarstwie przełajowym.